# Policija
Policija je služba javne uprave kojoj je povjereno čuvanje javnog reda i poretka. Također pojam označava i zgradu u kojoj se nalazi ta uprava. Policija građanima pruža zaštitu njihovih temeljnih ustavnih prava i sloboda i zaštitu drugih ustavom zaštićenih vrijednosti. 

## Policijski poslovi
Policijski poslovi u prvom redu su:
- zaštita života, prava, slobode,sigurnosti i nepovredivosti osobe,
- zaštita javnog reda i mira te imovine
- sprječavanje kaznenih djela i prekršaja, njihovo otkrivanje, i prikupljanje podataka o tim djelima i počiniteljima
- traganje za počiniteljima kaznenih djela za koje se progoni po sluzbenoj duznosti, i prekrsaja te njihovo dovodenje nadleznim tijelima
- traganje za imovinskom koristi stecenoj kaznenim djelom
- protueksplozijska zastita
- poslovi zastite zracnog prometa propisane posebnim zakonom
- poslovi na moru i unutarnjim plovnim putevima iz nadleznosti policije
- nadzor i upravljanje cestovnim prometom,
- poslovi sa strancima
- nadzor državne granice,
- postupanje s uhicenikom i pritvorenikom
- osiguranje i zastita osoba, objekata i prostora
- drugi poslovi određeni zakonom.

## Hrvatska policija
Za policiju u Republici Hrvatskoj vidi članak Hrvatska policija.

## Vanjske poveznice
- Policija i sigurnost Hrvatska tehnička enciklopedija, portal hrvatske tehničke baštine. LZMK